# 法岩院
法岩院（ほうがんいん）は、千葉県我孫子市にある曹洞宗の寺院。

## 概略と沿革
1542年（天文11年）、芝原城城主河村勝融の開基である。当初は芝原城の南に位置していた。
1764年（明和元年）に現在地に移転した。かつては周囲が田園地帯だったことから、「田寺」の通称もある。

## 交通アクセス
- JR東日本成田線湖北駅より徒歩20分。